# Thingplatz (Flensburg)
Der Flensburger Thingplatz war der Platz, auf dem sich die Bürgerschaft noch fast bis zum Ende des Spätmittelalters zum Allmannsthing beziehungsweise zum Rat versammelte. Er ist in der Flensburger Innenstadt zu finden.

## Geschichte

### Der Thingplatz bis zum Ende des Mittelalters

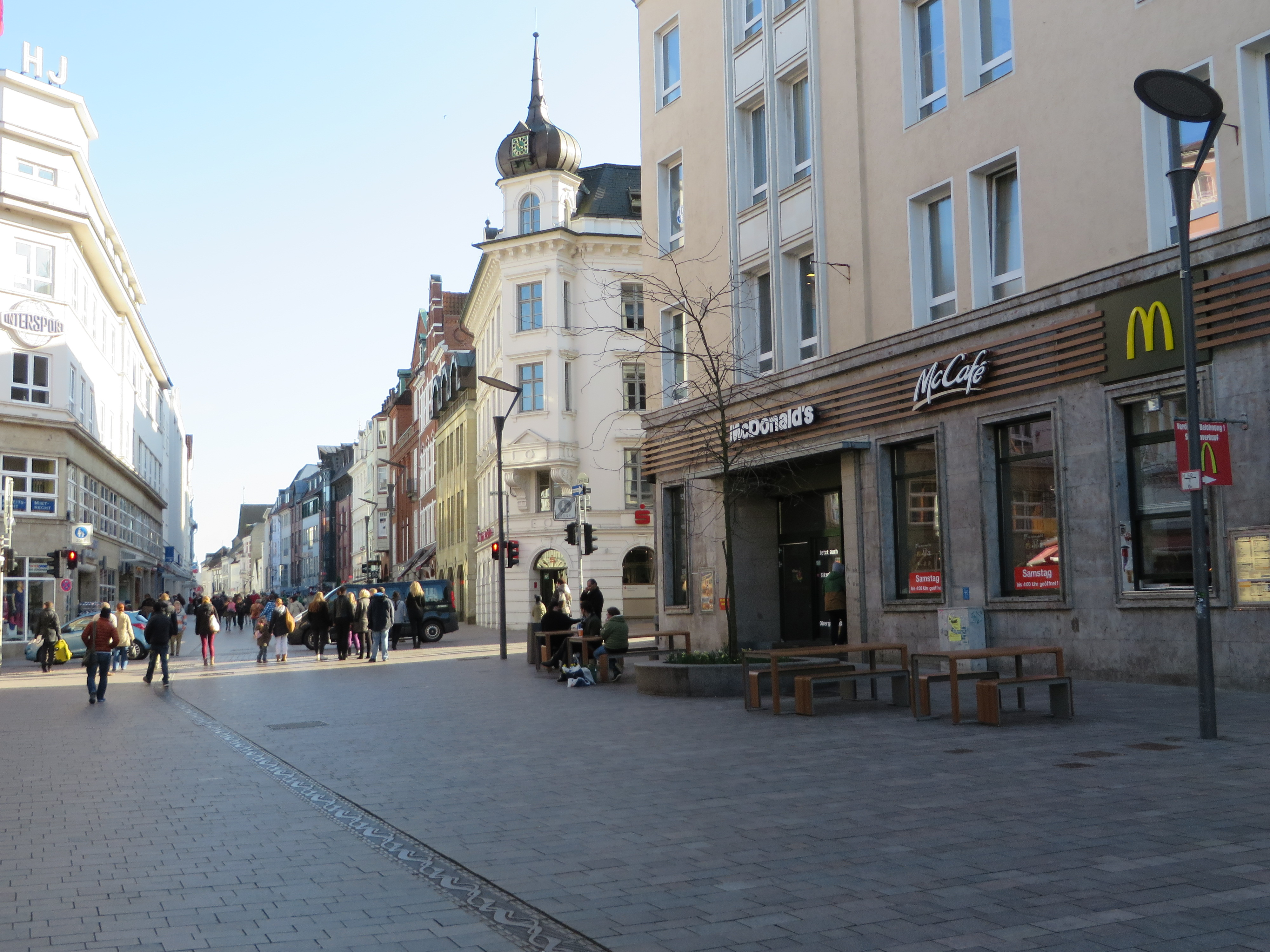
Fußgängerzone beim ehemaligen Thingplatz; zur Rechten das Gebäude Große Straße 1, wo das alte Rathaus später stand

Bis ins Spätmittelalter kam Flensburg noch ohne Rathaus aus. In Flensburg lebten im Mittelalter nur ungefähr 2000 Menschen und die Bürgerschaft versammelte sich zur Beratung auf dem Flensburger Thingplatz, dort wo sich die großen Kirchspiele St. Nikolai und St. Marien berührten und wo sich damit zugleich ungefähr die Mitte der Stadt befand. Das Kirchspiel St. Johannis, unterhalb von St. Nikolai gelegen, und das Kirchspiel des Gertrudenviertels, nördlich neben St. Marien gelegen, waren kleiner. Der besagte Platz war mit Bedacht gewählt worden. Keine Seite konnte behaupten, sein Wohnbezirk wäre übervorteilt worden. Zwischen Südermarkt und Nordermarkt wurde also in der Mitte der Wegstrecke der Thingplatz gelegt. Schon damals waren die beiden Märkte über eine Straßenverbindung verbunden, die dem Verlauf des heutigen Holms und der Großen Straße entspricht.
Die ganz genaue Lage des Platzes ist dabei heutzutage aber offenbar nicht mehr aufs Genaueste bekannt. Der Thingplatz soll sich nämlich westlich der Straßenseite im heutigen Bereich der Großen Straße Nummer 1 (heute McDonald’s, in den 1970er Jahren noch die Creditbank), bis zu dem darüber liegenden Flensburger Stadttheater befunden haben, wobei sich aber im oberen Bereich des erwähnten Areals des Stadttheaters sich im Mittelalter noch die Stadtbefestigung mit der Rathauspforte befunden hat. Begrenzt wurde der Thingplatz zudem von der unmittelbar nördlich gelegenen Rutebek, einem Bach, der den Hang herabfloss. Die heutige Rathausstraße existierte ebenfalls noch nicht und der obere Bereich der heutigen Rathausstraße gehörte offenbar zu den besagten Grundstücken. Die damit angegebene volle Größe des Thingplatzes hätte, abgesehen von der Anzahl der Versammelten, damit bei voller Ausnutzung wohl lautestes stetiges Gebrülle des jeweiligen Sprechers erfordert.

### Aufgaben und Ablauf der Versammlungen
Nach alter Tradition wurde unter freiem Himmel auf dem Allmannsthing, der Bürgerschaftsversammlung, das Stadtrecht verlesen. Ebenfalls verlesen wurden wichtige Bekanntmachungen. Der Allmannsthing befasste sich auch mit den zu bewältigenden städtischen Ausgaben der nächsten Jahre, so auch mit der Umlage, die für den Bau des geplanten Rathause notwendig war. Zudem wurde im Beisein des Stadtvogtes Recht gesprochen. Die Einsetzung eines Stadtvogtes durch den König oder Herzog bestand wohl schon seit Anfang des 11. Jahrhunderts und wird auch in der Stadtrechtsurkunde Flensburgs aus dem Jahr 1284 erwähnt. Erst im Jahre 1413 erhielt die Stadt das Recht, den Stadtvogt selbst zu wählen.
Hin und wieder versammelte sich die Bürgerschaft im Mittelalter wohl auch auf dem Festplatz Exe, damals Ratsherrenkoppel oder Ratsherrenlücke genannt, wo dann wohl auch wichtige Rechtssatzungen beschlossen wurden.

### Der Rathausbau auf dem Thingplatz (Altes Rathaus)

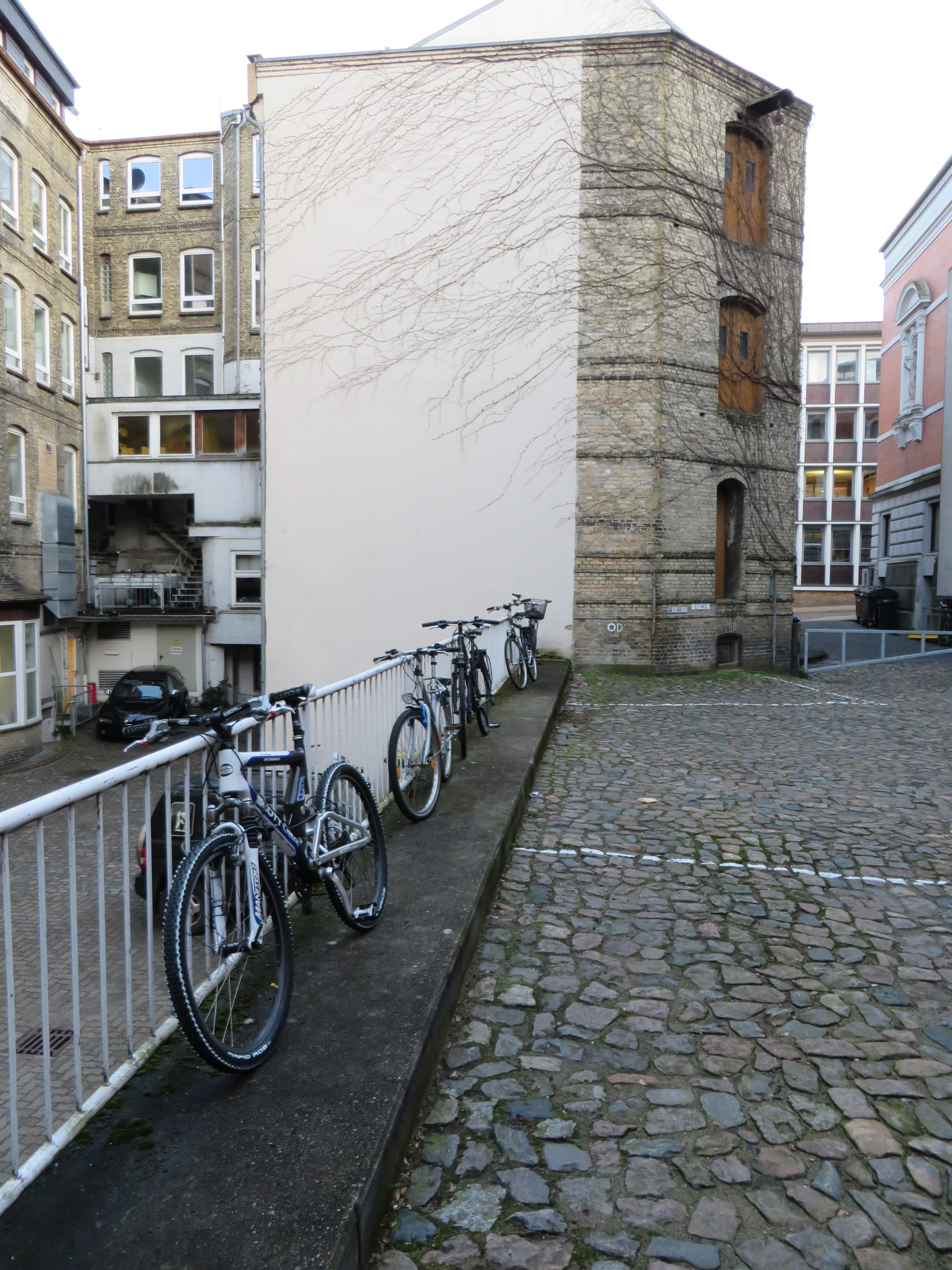
Rest-Thingplatz-Bereich hinter dem Gebäude Große Straße 1 und dem Stadttheater besteht heute aus Parkplätzen

Als die Anzahl der Bürger zum Ende des Mittelalters auf über 3000 angewachsen war, beschloss der Allmannsthing im Jahre 1443 den Bau eines Rathauses. Als Standort wählte man das Grundstück Große Straße 1. Dabei überbaute man offenbar einen Teil des Thingplatzes. Der Rest des Thingplatzes diente weiter Gerichtszwecken. In dieser Zeit kam man also mit einem kleineren Thingplatz aus. Das Rathausgebäude wurde im Jahr 1445 fertiggestellt. Es war aus Ziegelsteinen gemauert und hatte ein Ziegeldach. In dem zwei Stockwerke umfassenden Gebäude befanden sich im Erdgeschoss Räume der Bediensteten und der Ratskeller, im Obergeschoss ein großer Rathaussaal und ein kleinerer Raum für den Rat der Stadt. Auf dem Dachboden befand sich die städtische Rüstkammer. Neben Beratungen des Rates sowie einigen Landtagen fanden im Rathaussaal auch Familienfeiern statt, denn der Rat vermietete den Saal an seine Bürger. Darüber hinaus wurde er auch für Theatervorstellungen herumreisender Schauspielertruppen genutzt, womit die Funktion des Baus Ähnlichkeiten mit dem Deutschen Haus hatte.
1766 bekamen die Häuser Flensburgs Hausnummern. Man begann beim Rathaus mit der Nummerierung und ging von dort nach Norden weiter, wobei die damalige Hauptstraße noch nicht Große Straße hieß, sondern Herscopstrate. Den Namen Große Straße erhielt sie wohl erst mit dem Anfang des 19. Jahrhunderts. Ebenfalls im Jahr 1766 wurde hinter dem Rathaus auf dem Areal des Thingplatzes ein neues Gefängnis gebaut, da es im alten (es befand sich an einer anderen Stelle der Stadt) zu eng geworden war. Am 17. November 1795 wurde ein Schauspielhaus errichtet. Es fand oberhalb des Rathauses, ungefähr dort, wo sich heute der Nachfolgebau, das Stadttheater befindet, seinen Platz.
1853 wurde die Bahnhofstraße angelegt, welche eine Verbindung zwischen dem Bahnhof, wo sich heutzutage der ZOB befindet, und dem Rathaus herstellte und dabei eine Kreuzung mit dem Holm und der Großen Straße bildete. 1861 wurde die Bahnhofsstraße umbenannt, sie erhielt den Namen Rathausstraße.

### Verlegung des Rathauses
Das Rathaus diente seinem Zweck bis ins Jahr 1882. Das Wachstum der Wirtschaft und der Bevölkerung führte dazu, dass eine wesentlich größere Verwaltung benötigt wurde. Das alte Rathaus wurde im Jahr 1883 abgebrochen und die Rathausstraße, die bisher beim Rathaus geendet hatte, wurde nach oben hin verlängert, so dass sie ihren heutigen Verlauf erreichte. Mit dem Rathaus zusammen abgerissen wurden anscheinend auch die restlichen Gebäude in dem Bereich, so wohl auch das erwähnte Gefängnis. So wurde in dieser Zeit auch das Schauspielhaus durch das neu gebaute, noch heute stehende Stadttheater ersetzt. Am 23. September 1894 wurde es eröffnet.
Die Stadt hatte das Regierungsgebäude auf dem Holm Nr. 7, nicht sonderlich weit entfernt vom Thingplatz, erworben und machte es im Jahr 1882 zum provisorischen Rathaus, denn man wollte ein neues viel größeres Rathaus bauen. Wie zu erwarten war, reichten die Räumlichkeiten bald nicht mehr aus und die Verwaltung musste an verschiedenen Stellen der Stadt zusätzliche neue Räumlichkeiten beziehen. Lange hatte man erfolglos versucht, die Summe für ein neues Rathaus zusammenzusparen.
Im Jahre 1960 entschloss man sich ein Rathaus am Pferdewasser zu errichten, das somit nicht mehr beim Thingplatz und nicht mehr in der Stadtmitte liegen würde, sondern oberhalb der Nikolaikirche. Das Provisorium wurde an den Hertie-Konzern (heute Karstadt) verkauft und vom Erlös finanzierte man das neue Rathaus, welches am 21. Mai 1964 bezogen werden konnte. Das Provisorium, das über 80 Jahre als Rathaus gedient hatte, wurde abgerissen und an der Stelle ein Kaufhaus errichtet. Von damals erhalten geblieben ist jedoch der ehemalige Wein- und Ratskeller, heute Gnomenkeller.

## Überbleibsel
An die zentrale Lage des Thingplatz erinnert der Mittelpunkt der Stadt Flensburg, welcher im Jahr 1989 in den Boden der Großen Straße eingelassen wurde. Die Idee zum Mittelpunkt hatte Frau Marianne Schreckenberger. Das besagte Kunstwerk wurde von Dietmar Gördes erschaffen und besteht aus Vanga-Granit und Bronze. Da der Mittelpunkt heute nicht mehr dem geographischen Mittelpunkt und auch nicht mehr dem politischen Mittelpunkt entspricht, wird er häufig auch Historischer Mittelpunkt genannt. Der politische Mittelpunkt liegt heutzutage an der Stelle des heutigen Rathauses. Der geographische Mittelpunkt verändert sich stetig. So lag er im Jahr 2014 bei der Käte-Lassen-Schule Flensburg, wo unweit der Schule, bis zum Jahr 1989, auch der Sender Flensburg stand.
An das erste Rathaus, welches auf dem Thingplatz stand, erinnert zudem noch der Name Rathausstraße. Einige Ausstattungsgegenstände des alten Rathauses befinden sich darüber hinaus heute im städtischen Museum. Gemälde aus dem alten Rathaus hängen heute in der Bürgerhalle des neuen Rathauses. Aus der Zeit des provisorischen Rathauses blieben der erwähnte Gnomenkeller sowie die Krone, die sich am Giebel des Gebäudes befunden hatte, erhalten. Die Krone hängt beim Museumsberg an der Nordseite des Heinrich-Sauermann-Hauses oberhalb der Rathausstraße.

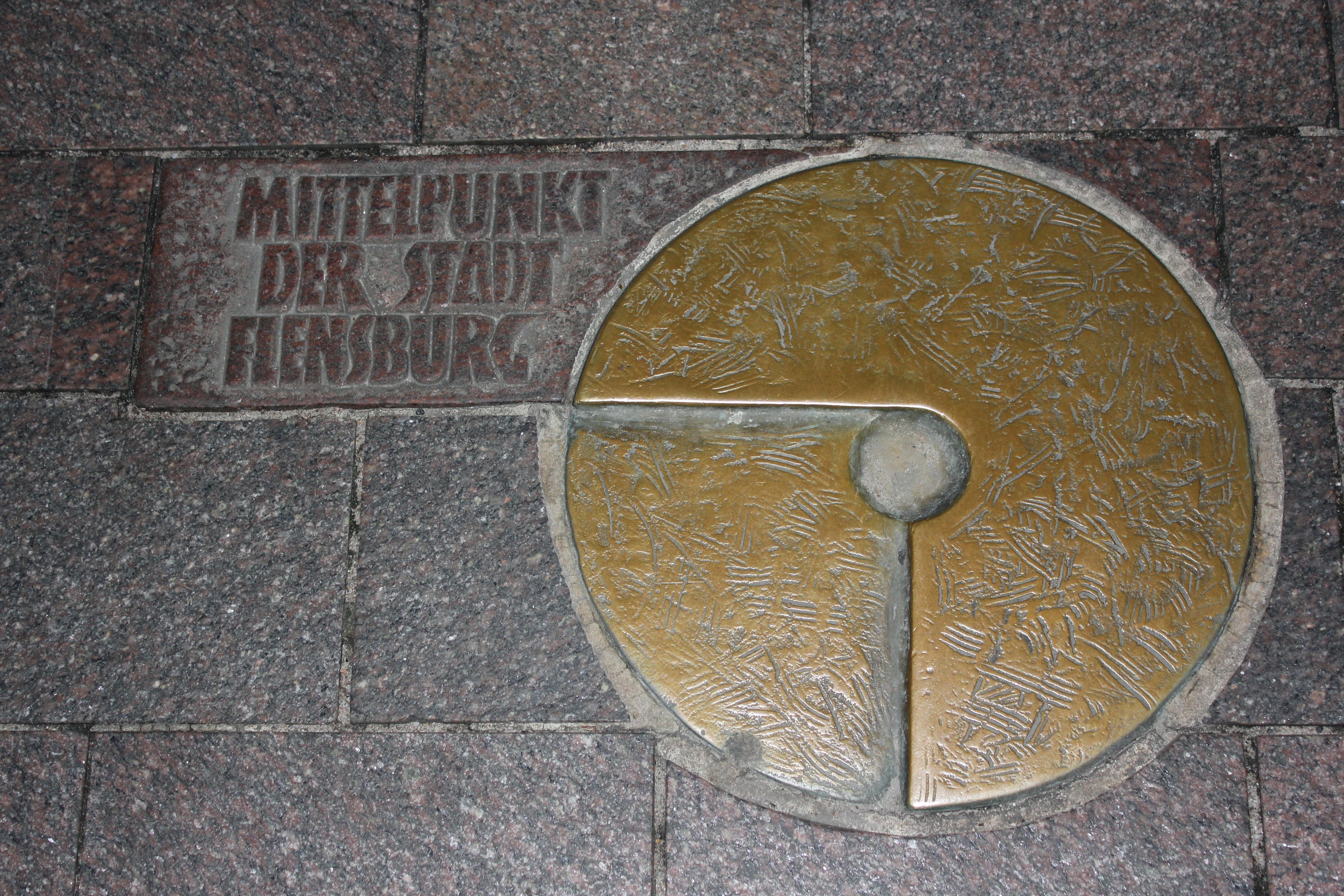
Der Historische Mittelpunkt
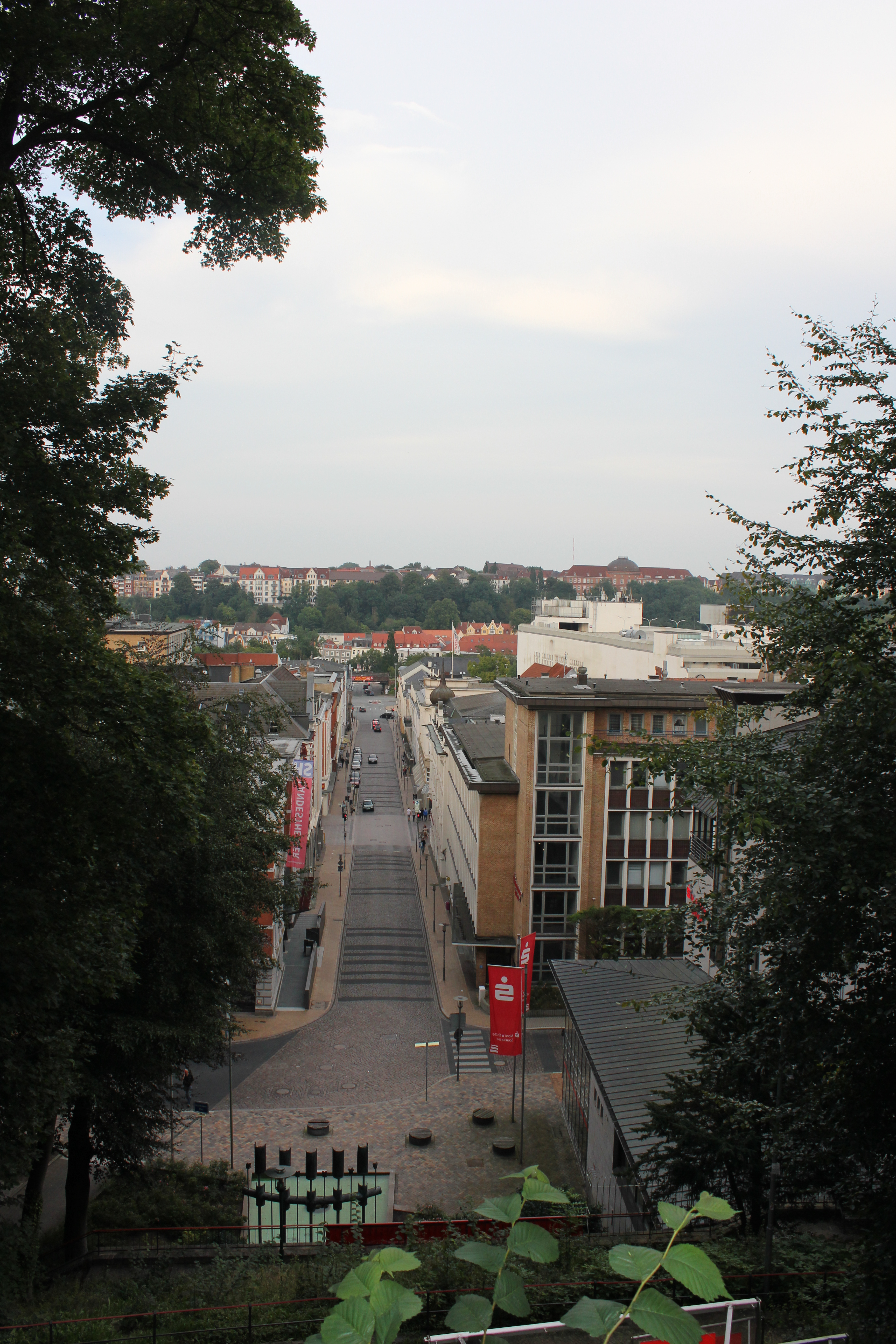
Die Rathausstraße vom Museumsberg aus gesehen
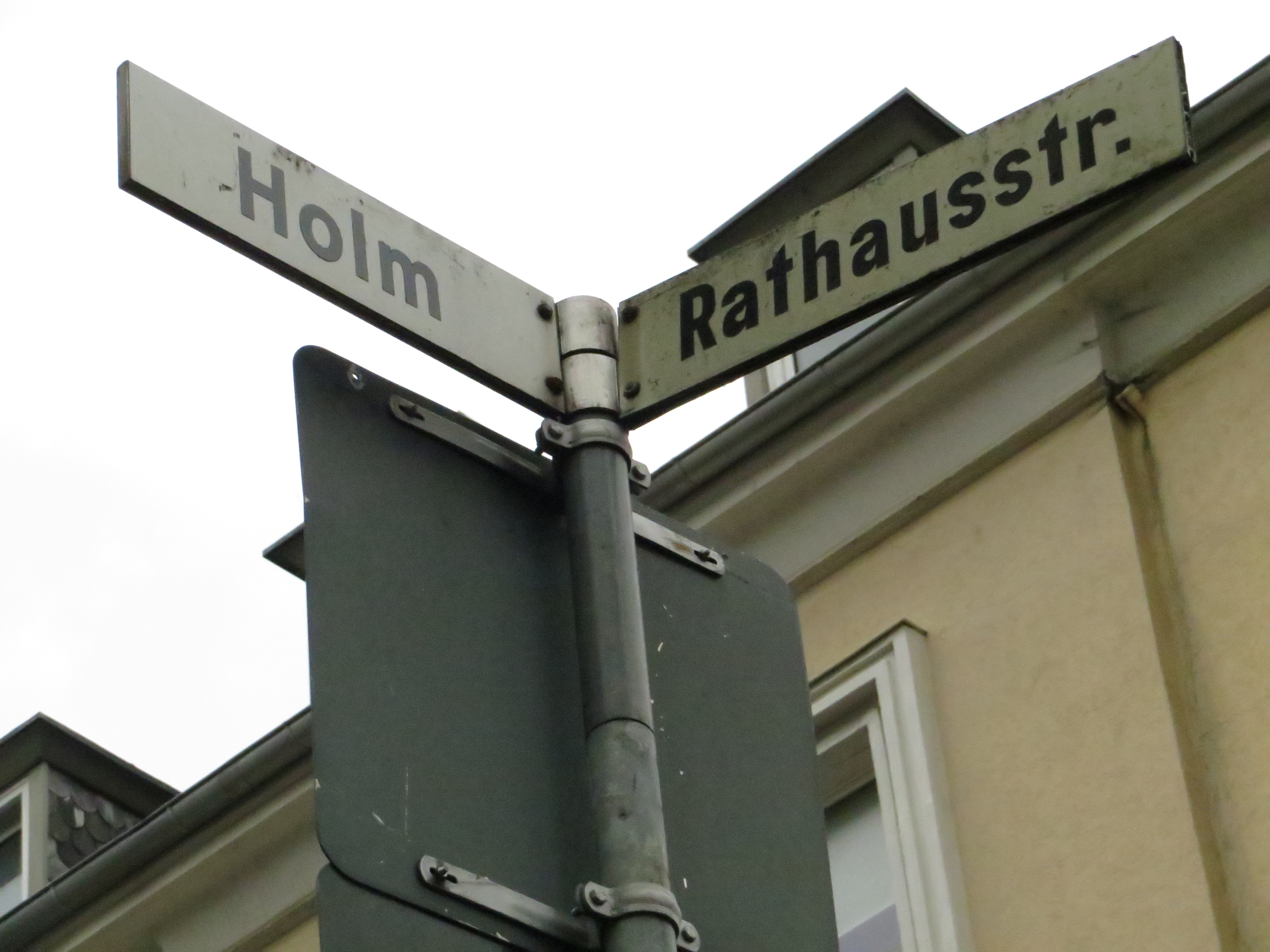
Das Straßenschild der Rathausstraße sowie des Holmes
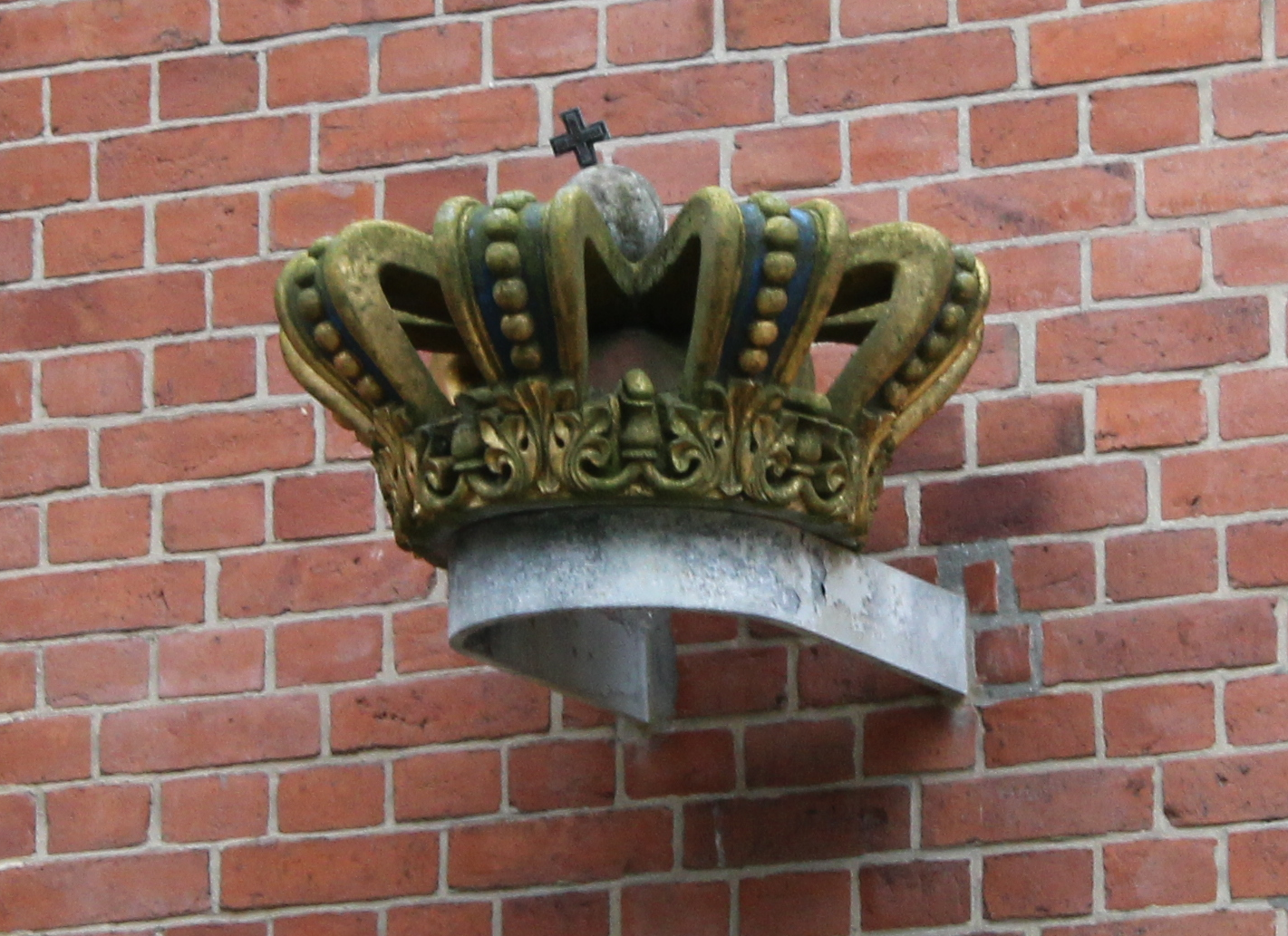
Die Krone des Giebels vom Regierungsgebäude, dass später als zweites Rathaus genutzt wurde
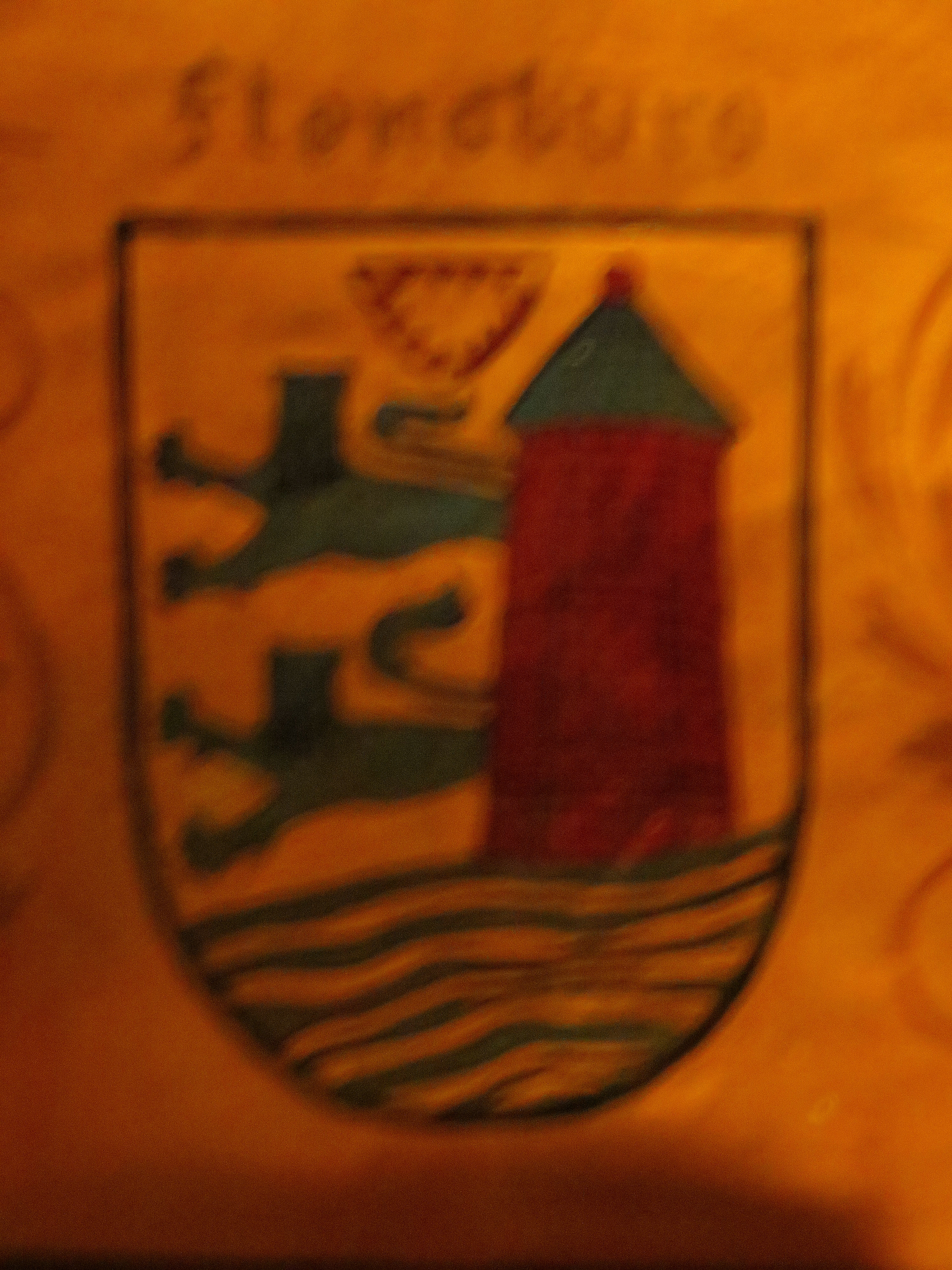
Das Stadtwappen im ehemaligen Wein- und Ratskeller, dem heutigen Gnomenkeller
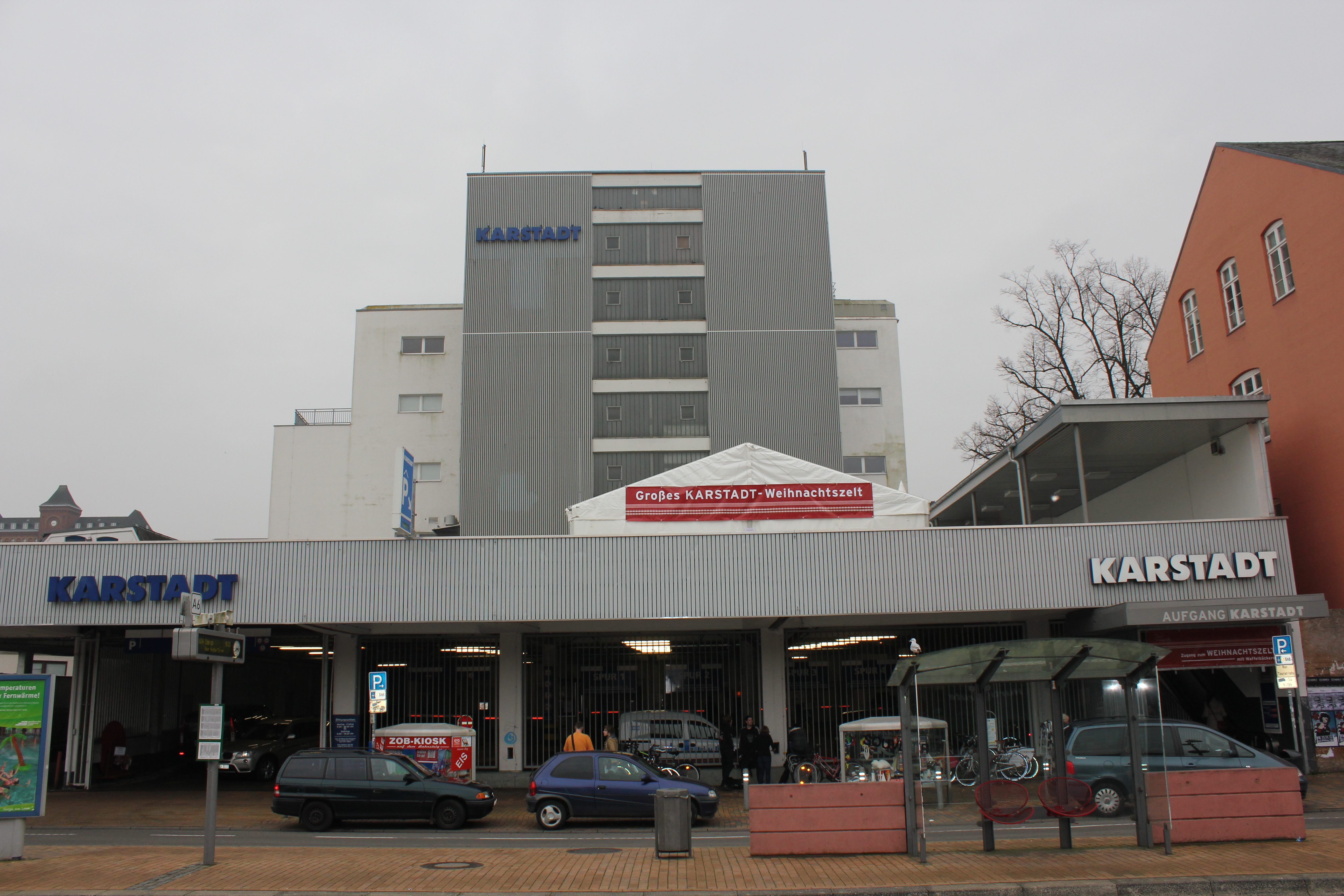
Das Karstadt-Gebäude (ehemals Hertie) in der Weihnachtszeit 2012

## Weitere Thingplätze der Umgebung
- Am Langberger Weg, der beim Flensburger Friedhof Friedenshügel beginnt und früher sehr viel länger war, da er mit der westlich in Handewitt liegenden Straße Unterlangberg einen Weg bildete,[27] lag der Gallepol (Galgenhügel). Dort fand außer Hinrichtungen ebenfalls Thing statt.[28]
- Im benachbarten Glücksburg existiert die Straße Am Thingplatz, weil dort wohl ebenfalls ein Thingplatz gelegen haben soll.
- Östlich von Flensburg, ein ganzes Stück entfernt, liegt Dingholz, wo sich der ehemalige Thingplatz der Nieharde befand.
- Südlich von Flensburg, ebenfalls ein ganzes Stück entfernt, in Eggebek steht auf dessen Thingplatz, das ganze Jahr über ein Maibaum.
- Südöstlich, schon ziemlich weit entfernt von Flensburg, befindet sich bei Gulde bei Stoltebüll ein rekonstruierter Thingplatz